# Rachel Jackson
Rachel Donelson Robards Jackson, de nacimiento Rachel Donelson (15 de junio de 1767 – 22 de diciembre de 1828) fue la esposa del séptimo presidente estadounidense, Andrew Jackson.

## Vida
Nació en el actual Condado de Halifax, Virginia, como la menor de los once hijos del coronel John Donelson (1718-1785), un hidrógrafo y miembro de la Casa de Burgesses, cofundador de la ciudad de Nashville, Tennessee. Con su familia, Rachel se mudó a los doce años a Tennessee. Su padre guio a unas seiscientas personas desde Fort Patrick Henry hasta Fort Nasborough, por el río Cumberland. La familia Donelson estuvo entre los primeros colonos blancos llegados a ese estado.
Muy hermosa en su juventud, atrajo la atención de numerosos pretendientes. El primer matrimonio de Rachel con el capitán Lewis Robards de Harrodsburg, Kentucky, un terrateniente y especulador, no fue feliz y pronto se separaron en 1790. Según Marcia Mullins del Hermitage en Nashville, había rumores de que Robards era cruel y celoso. Creyendo que su marido presentaría una petición de divorcio, regresó a casa de sus padres.
Por el contrario, Ann Toplovich, directora ejecutiva de la Sociedad Histórica de Tennessee, escribe que en realidad Rachel dejó a su marido por Andrew Jackson a finales de 1789 y se fugaron juntos a Natchez, donde contrajeron matrimonio.

## Matrimonio con Andrew Jackson
Jackson había llegado a Nashville en 1788 y se alojaba en casa de la madre de Rachel, que alquilaba como pensión, donde se conocieron y enamoraron. Ella creía que su marido se había divorciado, pero el proceso nunca se completó, por lo que su matrimonio con Jackson fue inadvertidamente bígamo y por tanto inválido.
El estado civil de Rachel se vio complicado debido a las largas distancias involucradas y los cambios de autoridad gubernamental. Durante el proceso de divorcio de Robards y ella, Kentucky se convirtió en un estado y dejó de ser un territorio de Virginia, y la gestión del territorio, incluido Tennessee, se entregó al gobierno federal. Los lugareños entendieron estos factores complicados, lo que dificultó sus gestiones.
En 1793, los Jackson se enteraron de que, aunque Lewis Robards había solicitado el divorcio, nunca se le había concedido. Esto convertía a Rachel en bígama y adúltera, y a Andrew, un político en ascenso, en adúltero. Sobre la base del abandono y adulterio de Rachel, a Robards se le concedió el divorcio en 1794. Casi al mismo tiempo, se cuestionó la legitimidad del matrimonio de los Jackson porque se casaron en Natchez, Misisipi, entonces controlado por los españoles. Los Jackson eran protestantes, y solo los matrimonios católicos eran reconocidos como uniones legales en ese territorio. Tras la concesión del divorcio en 1794, Rachel y Andrew se casaron de nuevo en una tranquila ceremonia en casa de los Donelson.

## Apariencia y familia
En su madurez, sus modales campechanos y figura pequeña y regordeta contrastaban fuertemente con la silueta alta y delgada y modales refinados de Jackson. A diferencia de él, nunca le gustó ser el centro de atención, y constantemente advertía a su esposo que no dejara que sus ambiciones políticas lo dominaran. Era una devota presbiteriana, ávida lectora de la Biblia y obras religiosas, así como de poesía.
Como los Jackson no tuvieron hijos, adoptaron un sobrino en 1809 y lo llamaron Andrew Jackson Jr. Cuando su padre adoptivo asumió la presidencia, Andrew Jr. asumió la administración de la hacienda Hermitage. Se casó con Sarah Yorke en Filadelfia el 24 de noviembre de 1831.
En 1813 los Jackson adoptaron a un bebé creek huérfano que fue encontrado en el campo de batalla de Tallushatchee entre los brazos de su madre muerta. Lo llamaron Lyncoya y fue educado junto a Andrew Jr.; Jackson también aspiraba a enviarlo a West Point pero las circunstancias políticas lo hicieron imposible y, en cambio, se formó como fabricante de sillas de montar en Nashville. Murió de tuberculosis el 1 de junio de 1828.
Alrededor de 1817 los Jackson adoptaron a Andrew Jackson Hutchings, nieto de una hermana de Rachel e hijo de un antiguo socio comercial de Jackson. Asistió a la escuela con Andrew y Lyncoya. Luego estudió en universidades de Washington y Virginia mientras Jackson era presidente. En 1833, se casó con Mary Coffee, hija del amigo de Jackson, John Coffee, y se mudó a Alabama, donde murió en 1841.
Andrew Jackson sirvió como tutor de los hijos del capitán Edward Butler, ayudante general e inspector general del ejército de Estados Unidos de junio de 1793 a mayo de 1794, y de los hijos del hermano de Rachel, Samuel Donelson. Estos niños no vivían con los Jackson a tiempo completo. Andrew Jackson Donelson, uno de los hijos de Samuel, se convirtió en protegido de Jackson y sirvió como su secretario personal durante su presidencia.

## Muerte
Durante la campaña presidencial de 1828, la prensa descubrió su irregular primer matrimonio y acusó a Rachel de adulterio, atacándola. Jackson intentó alejar a su esposa de aquellos comentarios, ya que ella tenía un historial de problemas cardíacos, sin embargo no pudo escapar de los ataques que ya habían alcanzado difusión a nivel nacional.
Deprimida, supuestamente, dijo a una amiga: "Preferiría ser portera en la Casa de Dios que vivir en ese palacio en Washington". Para aumentar su estrés, su joven hijo adoptivo Lyncoya murió. Entre el escándalo, el fallecimiento de su hijo y su padecimiento cardíaco, pasó gran parte de la campaña presidencial deprimida y llorando.
Supuestamente en parte por su angustia, murió de un ataque al corazón el 22 de diciembre de 1828, dos semanas después de la victoria de su marido en las elecciones presidenciales, antes de su toma de posesión. 
Que su repentina muerte se produjera justo cuando Jackson debía partir hacia Washington fue un gran inconveniente. La veló toda la noche esperando que solo estuviera inconsciente y luego se aferró a su cuerpo hasta que lo apartaron, quedándose en Hermitage hasta la última fecha posible de marcha.
Más de 10.000 personas asistieron a su funeral. Rachel Jackson fue enterrada en la víspera de Navidad de 1828 en los terrenos de Hermitage, ataviada con el vestido blanco y zapatos que usó en el baile inaugural de la hacienda. 